# Bröd

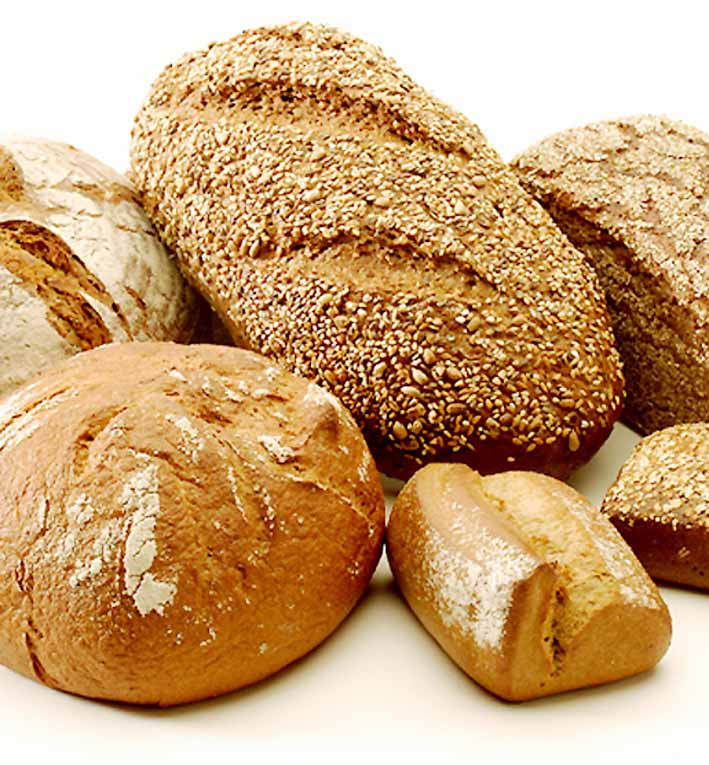
Jästa bröd

Bröd är ett livsmedel, som är bakat av någon form av mjöl och vätska (oftast vatten) tillsammans med olika tilläggsingredienser.
Utöver mjöl och degvätska kan salt tillsättas för smakens skull och olika jäsmedel för jäsning. Degvätskan kan bestå av vatten, mjölk, öl eller annan vätska som ger smak. Ibland är degvätskan blandad med ägg. Bröd kan också smaksättas med kryddor, torkad frukt (russin till exempel), nötter och frön. Degen kan ha jäst för att bli lättare och luftigare men ojäst deg förekommer också. Ingredienserna knådas till en deg och bakas vanligtvis i ugn eller friteras, ångas eller steks.
Bröd är en viktig källa till kolhydrater. Livsmedelsverket rekommenderar fullkornsbröd och fiberrikt bröd med låg andel socker. En missuppfattning är att mörkt bröd alltid är fiberrikt och nyttigt. Anledningen är att det kan innehålla exempelvis mörk sirap. Matbröd kan vara en måltid i sig men också används för att komplettera en måltid vilket ökar mängden kolhydrater, vilket i sin tur ökar dess energiinnehåll. Att komplettera soppa, sallader och grönsaksmåltider med bröd ökar energiintaget.
Ordet bröd kommer från det fornsvenska ordet bröþ med motsvarigheter i danskans brød, tyskans Brot och engelskans bread. Det är en partikulärbildning till den indoeuropeiska ordroten bhru, med betydelsen sjuda eller jäsa, och är besläktat med verbet brygga.

## Historik

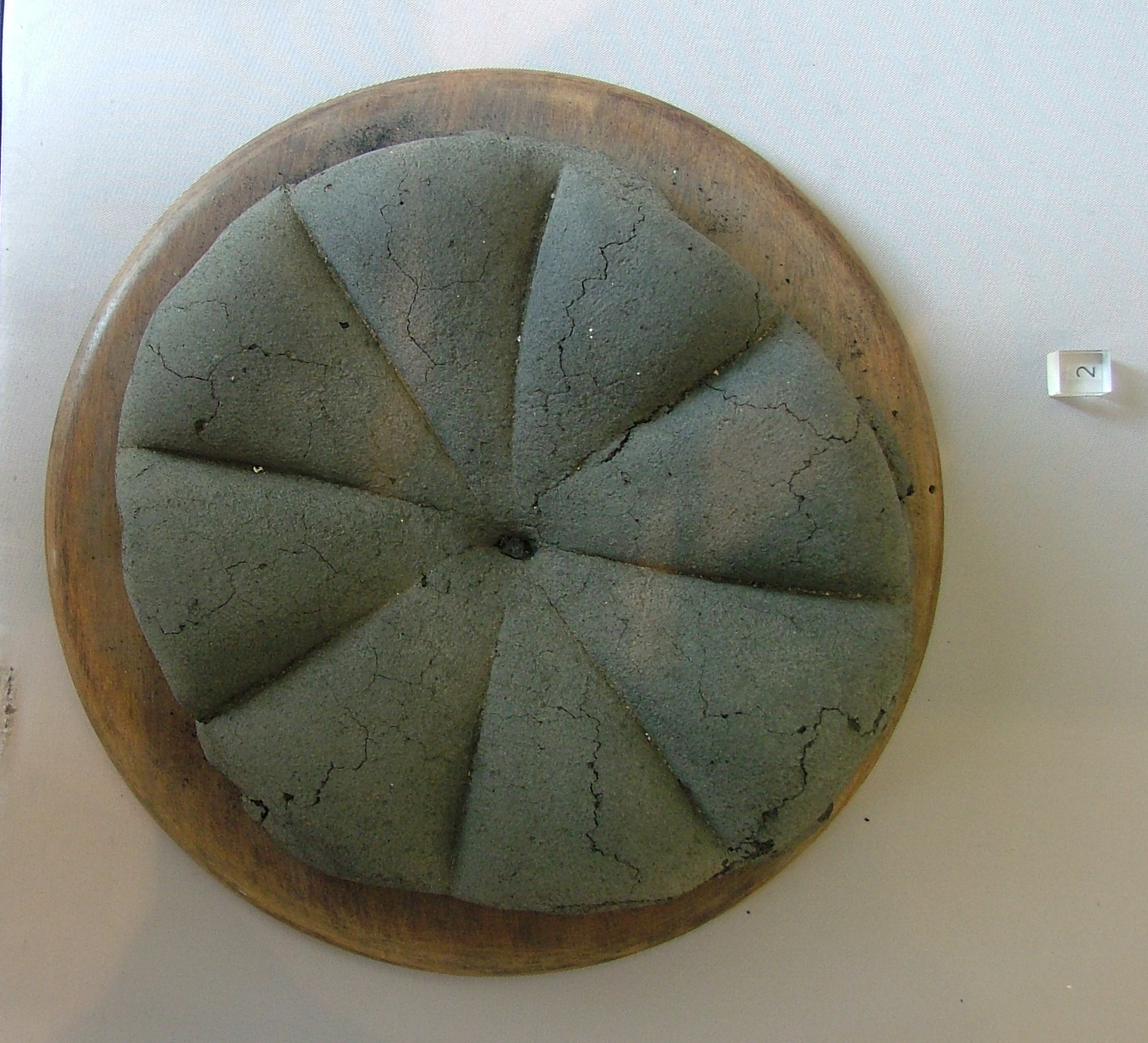
Bröd som bevarats från Pompeji och som blivit svart på grund av vulkanaska.

Bröd är ett gammalt livsmedel och har haft en central roll som basföda för människan över hela världen så länge hon varit bofast och brukat jorden. Förutom dess näringsmässiga användningsområde, har brödet varit symboliskt inom religionen. Brödets historia kan dateras så långt tillbaka som till Mesopotamien mellan 8000 och 6000 f.Kr., då bröd uppfanns genom en vidareutveckling av gröt. I början var det enbart krossade sädeskorn blandade med vatten till en smet som lagades på glöd eller på en stenhäll. År 2500 f.Kr. uppfanns bakugnen i Egypten vilket ledde till att det första syrade brödet kunde bakas, med öl som jäsmedel och vätska. Bröd blev symboliskt och tjänade tillsammans med gröt och kakor på mjöl som basföda. Brödet blev vidare populärt i antikens Grekland och tillverkades av kornet. Brödet spreds vidare från Grekland till romarriket, där det istället för korn bakades på spelt. Omkring år 1 fanns i Rom 119 professionella bagare. Det var i dåtidens kloster som bröden utvecklades.
I Danmark, på Öland och på Gotland började man under tidig medeltid baka jästa rågbröd, eftersom väderkvarnen etablerats där. Man gjorde så att brödet fick en tjockare skorpa, vilket resulterade i att det tog längre tid innan det började mögla. Det var under denna tid som kavringen uppstod. I stora delar av Sverige använde man istället skvaltkvarnar, vilket ledde till att man inte kunde mala mjöl hela året utan mest på vår och höst. Det resulterade i sin tur i att man var tvungen att baka bröd med längre hållbarhet. Det var då som knäckebrödet växte fram. Man torkade brödet, gjorde hål i det och hängde det högt för att inte djuren skulle komma åt det.
Senare kom en annan revolutionerande upptäckt till Sverige med surdegen. Överbliven gröt, som fått stå i ett par dagar, började fermentera och bilda bubblor. När man då började låta bröden jäsa fick man mjukare och luftigare bröd, särskilt med bröd bakat på vete som gav ett starkt glutennätverk och kunde hålla kvar koldioxidbubblorna. På 1900-talet förflyttades brödbaket från hemmet till industrierna. Det ändrades också, från att vara ett hantverk som krävde tid, till att bli en industri. I industrierna behövde det gå fort och det som tidigare tog ett par timmar att baka gjordes på betydligt kortare tid genom mer mekaniska processer. Brödet får därför också mindre smak och en mjuk, sockerkaksliknande konsistens, utan skorpa som traditionellt bakade bröd har.
Bröd användes länge och används än idag på flera ställen runt Medelhavet, för att doppa i buljonger av olika slag. Detta var även sed i Norden och framförallt så i tider av nöd. Detta bruk av bröd gjorde buljongen mer näringsrik. Under dessa nödtider uppkom även nödbrödsorter, såsom av bark eller sav, lavutblandat mjöl och liknande. Ett annat sätt var att späda ut brödet med exempelvis blod, på vilket sätt blodpalten skapades någon gång runt 700-talet.

## Framställning

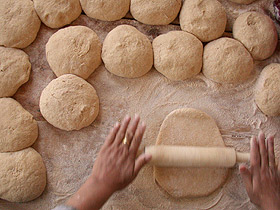
Brödbak

Bröd framställs genom att knåda en blandning av mjöl och degvätska, oftast tillsammans med salt och ett jäsmedel, till en deg. Som degvätska används bland annat vatten, mjölk, filmjölk, vassle och öl. Exempel på jäsmedel är jäst, bakpulver, bikarbonat och surdeg. Jäsmedlet gör att degen under jäsningen sväller och ger ett luftigt, poröst bröd med god smak och arom. Saltet ger förutom bättre smak en mer elastisk deg. I vetedegar bildas vid knådningen ett nätverk av gluten som ger degen en segare och smidigare konsistens. Det gör att degen lättare kan behålla de koldioxidbubblor som bildas av jäsmedlet under jäsningen. I rågdegar får man en liknande effekt genom att använda surdeg. Surdegen gör att rågens pentosaner (sockerart) binder vatten och sväller. Degen får jäsa i en eller flera omgångar, formas till bröd och bakas i ugn. 
Bröd bakas ofta i stora, avlånga stycken, limpor, som man sedan skär skivor av. Dessa breds oftast med smör eller margarin, och förses ofta också med smörgåspålägg av något slag. Även portionsbröd, små brödstycken som bara behöver skäras itu, förekommer. Exempel på portionsbröd är rosenbröd och småfranska. I finlandssvenskan benämnes dessa semlor, inte att blanda ihop med fastlagsbullen semla. 
Vid bakningen av bröd använder många yrkesbagare ofta ett förhållande som kallas för baker's percentage. I detta förhållande utgår man från mjölets vikt och kallar detta för 100 %. Därifrån räknar man ut de andra ingrediensernas vikt. Ett vanligt förhållande är 100 % mjöl, 60-75 % vatten, 2 % salt och 1 % jäst och lika mycket fett av något slag. Ju mörkare bröd, med grövre mjölsort, desto mer vatten behövs. När man bakar brödet kan man göra det med olika ingredienser. Man kan använda en surdeg, använda honung och salt, färsk jäst eller bakpulver. Utöver detta finns det bröd som inte jäser över huvud taget, och bröd som självjäser.

### Jäsning

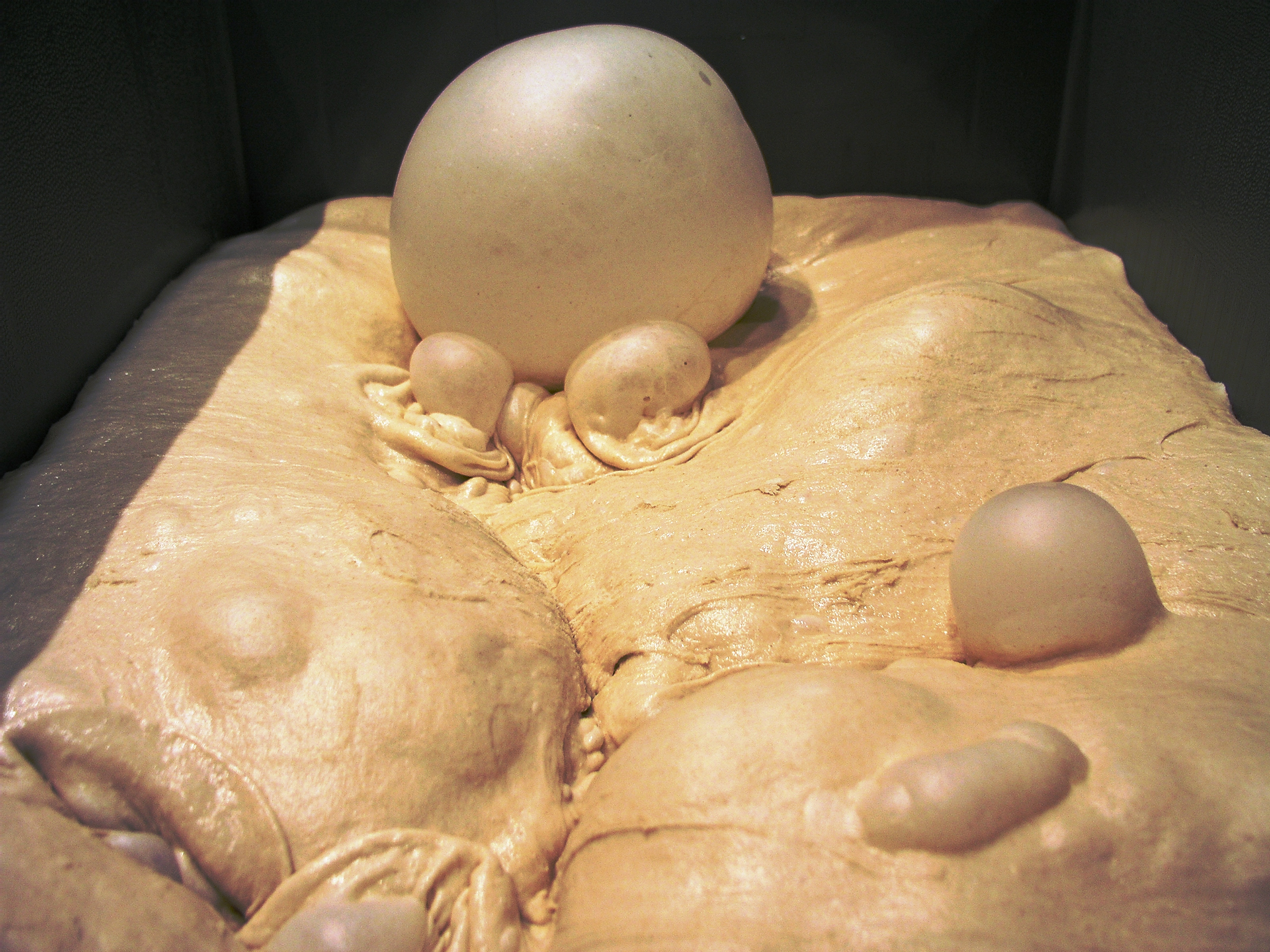
En bröddeg jäser. Koldioxiden utökar bubblorna i degen.

Jäsmedlet är det i bröddegen som gör att brödet jäser och expanderar samt får en porösare konsistens. Hur lyckad jäsningen är har en avgörande del i den färdiga produktens smak. Det som gör att brödet expanderar är jäsmedlets bildning av koldioxid. Koldioxiden fyller ut de bubblor som finns i knådade degar. Själva jäsningen gör att koldioxiden utvidgar sig och därigenom blåsorna, vilket ökar volymen, hur poröst brödet är, smak och arom. Jäsning som metod har använts mycket länge, och man vet att den användes i Egypten under 3000-talet f.Kr. De första jäsningsmetoderna tros ha varit spontana surdegar, som överfördes från deg till deg. Den jäst som blev kvar efter ölbryggningen började användas i bröddegar under medeltiden. Den färska bagerijästen introducerades under 1700-talet för att bli allmän under 1800-talets början. Emellanåt används surdeg som ett komplement till jästen, även om surdegen kan användas som enda jäsmedel i ett bröd. Surdegen innehåller mjölksyrabakterier. Under jäsningen i och med bildandet av koldioxid förbrukas av jästen och surdegen socker. Detta socker kan komma från mjölet, exempelvis i form av maltos från mjölet, eller tillsatt i degen med exempelvis socker och sirap.
Olika jäsmedel som historiskt har använts är bland annat jäst, bakpulver och hjorthornssalt  Man delar upp jäsmedlen i fysiska jäsmedel (luft och ånga), biologiska jäsmedel (jäst och bakterier) och kemiska jäsmedel (bakpulver och bikarbonat). Fysiska jäsmedel är relativt ovanliga, och de biologiska och kemiska används betydligt oftare. Av de biologiska jäsmedlen är jäst vanligast. Om man bakar med bikarbonat måste en syra tillsättas för att jäsprocessen skall sättas igång. I bakpulver är denna syra redan iblandad. Exempel på syrahaltiga ingredienser är kärnmjölk, filmjölk, farinsocker och choklad. Vilket bröd man tänker baka avgör ofta vilket jäsmedel som används. Matbröd använder ofta jäst. I snabbakade bröd, samt kakor och tårtor, används ofta luft, ånga eller koldioxid som fås av bakpulver och/eller bikarbonat. Oavsett jäsmedel ändras storleken, skorpan, konsistensen och smaken.

### Knådning
När man knådar degen bildar glutenet i bröden sega hinnor genom hela degen. Om man inte knådar tillräckligt klumpar glutenet ihop sig. När jästen fyller hinnorna med koldioxid ökar brödets volym och porositet. Beroende på mjölets proteinhalt behöver man knåda olika länge. Deg på vetemjöl behöver arbetas intensivt och under en kort period, i motsats till deg från grövre mjölsorter. Degar med hög proteinhalt behöver längre knådning än med låg proteinhalt. Deg på fullkorn innehåller mindre gluten, och behöver därför inte lika lång knådning. Fullkornsdegar suger dock inte upp degvätska lika lätt, varför degen behöver vara lös. Det är av större vikt än i andra mjöldegar att knåda fullkornsdegen slät. Knådtiden minskar om en del av mjölet är skållat, om man använder surdeg eller om jästiden är lång.

### Redskap

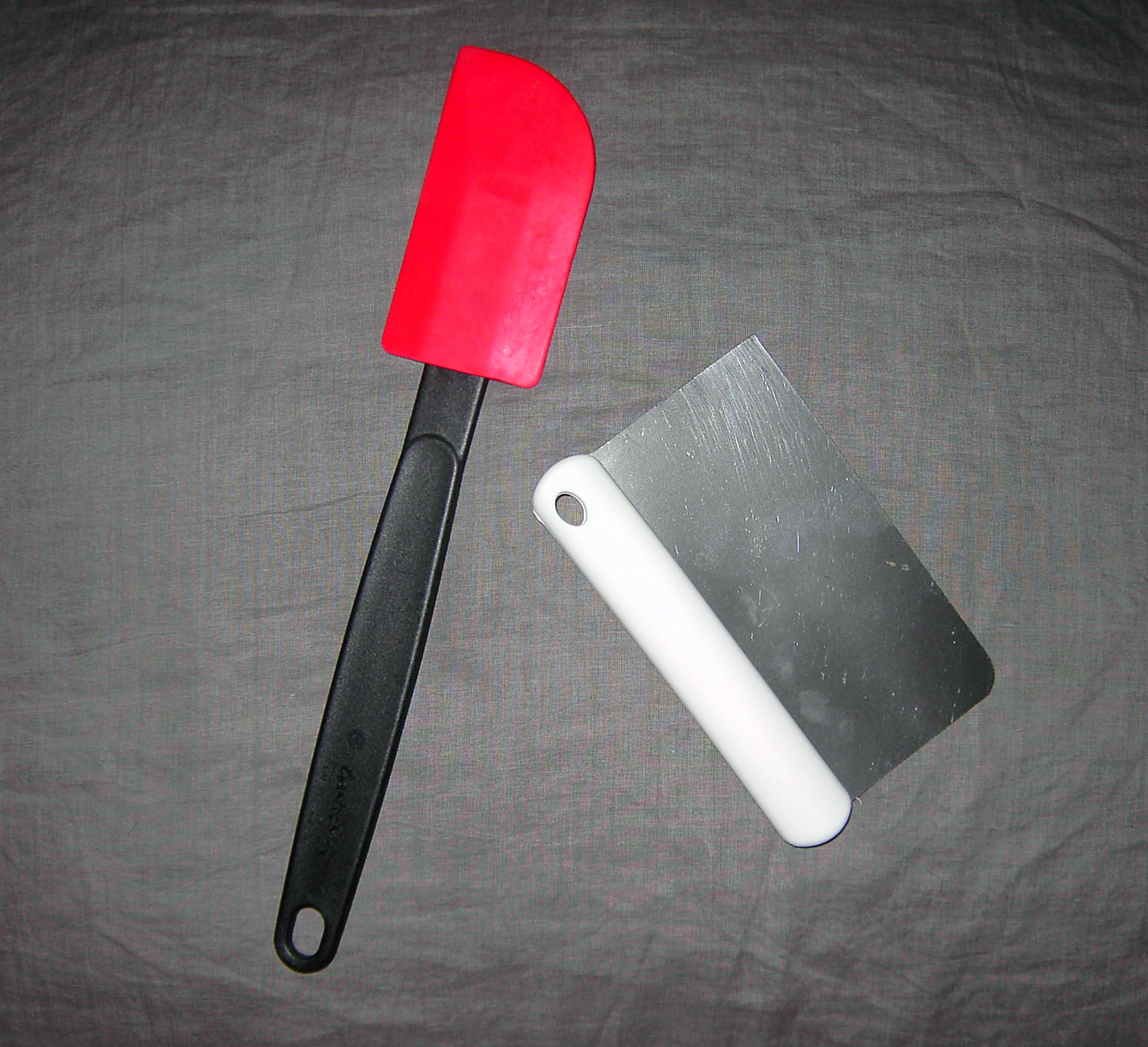
Degskrapor. En slickepott till vänster.

Det finns ett antal olika redskap som underlättar brödbakning, även om inga av dem är essentiella. Degskrapan används ofta vid de bröddegar som är något lösare och som således innehåller mindre mjöl. Det finns två olika sorter för två olika ändamål; sådana av plast, som även kallas skrapkort, och som används för att skrapa ur degrester ur degbunken, samt sådana av metall som används när man bakar ut brödet. Bagare använder ofta spackelspadar eftersom de måste ha större skrapor för sina större degar. Hushållsvågar används ofta istället för att mäta med matmått för att få precisare mängder. Degblandare används för att slippa blanda degarna för hand, och består av en stor mekanisk visp som rör runt degen. I olika modeller snurrar bunken med en ej snurrande visp eller en snurrande visp med en stillastående bunke. Om man blandar degarna för hand används ofta så kallade "trägafflar", samt degbunkar. I degbunkarna jäses även ofta degen. Termometern används ofta för att avgöra om ett bröd är klar eller inte efter gräddning, och mäter temperaturen i brödets innandöme. Vid mörkare degar brukar brödet vara klart vid omkring 98°C och vid ljusare mellan 94 och 96 °C.
Baksten är en sten, ofta av kalksten eller granit, som sätts in i ugnen för att få en stenugnsliknande effekt. Brödet får en hårdare skorpa av detta. Brödspaden används för att skjutsa in brödet i en redan varm ugn, och är en rund bricka med ett handtag, ofta allt i trä. I jäskorgar jäser man bröden. Dessa gör att brödet inte flyter ut när man jäser det utan det tvingas att jäsa på höjden. Denna korg gräddas inte, utan degen stjälps upp på brödspaden. Med hjälp av en blomspruta eller isbitar i ugnen blir bröden blankare. En baguetteplåt kan användas vid bakning av baguetter för att få en adekvat form.
Kavlar, brödformar (som man gräddar brödet i), brödpenslar, timer, bakgaller, mortel, plåtställ, kruskavel och bakbord är andra underlättande redskap. Brödpenslarna används för att stryka på exempelvis äggvita eller helt vispat ägg på brödet. Timern används för att hålla tiden i ugnen, bakgallret för att svalna bröden på när de är klara samt grädda på i ugnen. Med morteln stöter man kryddor, plåtstället kan man ställa plåtar på, kruskaveln, som består av många "pyramider" ger det särskilda mönstret i knäckebröd.

## Ingredienser
De enda essentiella ingredienserna vid brödbakning är mjöl och en vätska. Beroende på vilket mjöl eller vilken vätska man använder kan man få fram många olika smaker. Jäsmedel används för att få brödets volym att öka, men även för att få en viss smakskillnad (framförallt av bikarbonat). Fett, salt, kryddor, honung är andra exempel på ingredienser som ger förändrande egenskaper. Om man tillsätter fett i degen blir brödet mjukare, smular mindre och får en längre hållbarhet, eftersom glutentrådarna i mjölet smörjs av fettet.
Salt gör att degen blir mer lättarbetad. Det beror på att glutenet stärks av saltet. Det förhindrar även att brödet antar en syrlig smak när det jäser. Dock har saltet vissa hälsovådliga effekter, varför så lite salt som möjligt bör användas. Ett alternativ till salt är så kallat "tångmjöl", som ger viss sälta samt mineraltillskott. Andra kryddor tillsätts också ofta i bröd för att förändra smaken. Exempel på brödkryddor är fänkål, anis, kummin och koriander. Dessa kryddor har även en underlättande effekt för matsmältningen. En del kryddor, som vallmofrön, kan istället användas ovanpå brödet. Det förändrar även utseendet.
Vissa sockerprodukter kan tillsättas i degen. Historiskt har socker tillsatts för att få degen att jästen att jäsa upp, men idag har socker en nästan motsatt effekt, eftersom det får degen mer svårjäst. Det ger dock en annorlunda färg på skorpan. Vissa sockerprodukter, som melass, råsirap, farinsocker, råsocker, sirap och malt kan användas istället för vanligt socker för att få fler näringsämnen.

### Jäsmedel

#### Fysiska jäsmedel
Nästan alla mjölsorter får i sig luft när fett och socker blandas, genom att man siktar torra ingredienser, eller genom att man använder vispade äggvitor. Vatten som blandas i mjölblandningar bildar ånga när det upphettas, och expanderar upp till 1 600 gånger sin egen volym. Ångan, antingen från ren vätska eller från andra ingredienser som äggvitor, är det huvudsakliga jäsmedlet i bland annat pajskal, bakverk, semlor och muffins.
Vissa metoder använder både intensiv bearbetning av degen tillsammans med stora mängder jäst så som Chorleywood Bread Process.

#### Biologiska jäsmedel

##### Jäst
Förmodligen var det av en ren slump som man upptäckte att Saccharomyces cerevisiae genom fermentering kunde bilda koldioxid. En egyptisk bagare skall ha satt en deg på mjöl och vatten i ett fönster där jästsvampen blandade sig i degen. Jästen började förbruka sockret i degen, vilket bildade koldioxid genom fermenteringsprocessen. Idag tillsätter brödbakare jäst direkt ner i mjölblandningar och kontrollerar expansionen genom hydratisering, temperatur och salthalt. Jästen aktiveras när den blandas med vatten vid rätt temperatur. Temperaturen skiljer beroende på jästsort. Vanlig färskjäst jäser optimalt vid 37 °C. Därefter knådas mjölet in i vatten-jästblandningen och blandningen tillåts jäsa och koldioxid bildas. Den optimala jästemperaturen är mellan 20 och 27 °C. Emellanåt tillsätts socker för jästen att förbruka. För mycket socker eller salt kan torka ut jästen. Den kemiska reaktionen som äger rum med jästen är följande:
Många bagare använder så kallad "instant yeast" ("omedelbar jäst"), vilken är mer koncentrerad än vanlig torr- eller färskjäst. Denna jäst behöver inte blandas ut med vatten, och innehåller 25 % mer levande jästceller per 5 ml än torrjäst, och 300% mer levande jästceller än 5 ml färskjäst. Denna jästsort behöver bara vara 0,66 % av baker's percentage jämfört med färsk jästs 2 %. Denna och torrjäst har betydligt längre hållbarhet än färskjäst. I 1 gram färsk jäst finns ungefär 10 miljarder jästceller, som alla ökar brödets mängd genom ovanstående formel.

#### Kemiska jäsmedel
Exempel på kemiska jäsmedel kan vara bakpulver, bikarbonat och hjorthornssalt, som alla är lätt- och snabbanvända. Resultatet är dock svårare att smälta. De förvaras torrt, och aktiveras av värme. Därför måste degen gräddas omedelbart om varm degvätska används.
Bakpulver är ett jäsmedel som består av flera olika substanser, ofta bikarbonat som en basisk komponent, ett surt salt (natriumpyrofosfat, förr i tiden vinsyra) och en trög stärkelse, och som genom kemiska reaktioner bildar koldioxid. Jäsmedlet börjar till skillnad från jästen avge koldioxid så fort vatten tillsätts eller den värms i ugnen. Bakpulvret används i stället för jäst vid de tillfällen då degen innehåller så mycket socker eller fett att jästen inte klarar av att jäsa degen, eller när degen skall jäsa så fort som möjligt. Förutom bikarbonat eller hjorthornssalt ingår ofta ett utspädningsämne.
Bikarbonat är ett svagt basiskt jäsmedel som bildar koldioxid om det blandas med en vätska och en syra. Bikarbonat används sällan som enda jäsmedel, då man skulle vara tvungen att använda så mycket att smaken skulle påverkas. Det används oftast istället tillsammans med syrahaltiga ingredienser, som citron, vinäger, yoghurt, filmjölk, farinsocker eller choklad eller liknande. Syran reagerar med bikarbonatet och skapar en neutral förening, kolsyra, som reagerar och avger koldioxid och vatten. Denna omedelbara kemiska reaktion gör att degen måste gräddas omedelbart efter iblandning av bikarbonatet. Ämnet förstör b-vitaminerna i mjölet. Jäsmedlet består av natriumbikarbonat, som ger resultatet en något brunaktig färg förutom dess speciella smak. Utan en syrahaltig ingrediens får brödet en något lutaktig smak. Om man byter ut bakpulver mot bikarbonat ska man ta hälften så mycket bikarbonat (1 del bikarbonat = 2 delar bakpulver).
Bikarbonatbröd är ett bröd där man tillsätter bikarbonat samt en syra som ofta består av exempelvis filmjölk och som då går under namnet filmjölkslimpa.
| Utan syra 2 NaHCO3 + värme → Na2CO3 + 2 H2O + CO2 bikarbonat + värme → natriumkarbonat + vatten + koldioxid Överskottet bidrar i en såpig smak och missfärgning | Med syra (för att neutralisera bikarbonatet) NaHCO3 + HX + vatten → NaX + H2CO3 H2CO3 → H2O + CO2 När en syra tillsätts blir bikarbonatet neutralt. Ett salt och kolsyra blir överskottet. Kolsyran bryts upp i vatten och koldioxid. |

Hjorthornssalt har fått sitt namn av att man förr i tiden tillverkade jäsmedlet av torrdestillerade ben av hjorthorn. Idag består det istället av ammoniumbikarbonat. Detta bikarbonat avger under gräddning både kolsyra och ammoniak, vilket ger en sprödare konsistens och används speciellt i tunnare bakverk. Används i samma proportioner som bikarbonat.

#### Surdeg

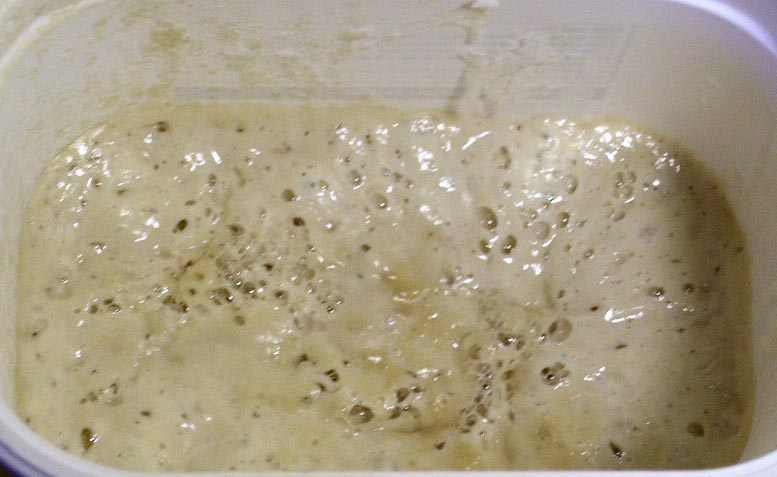
Surdeg

En surdegsgrund är en blandning av mjöl och vatten. När dessa ämnen blandas aktiveras mjölets mikroorganismer och då bildas mjölksyra- och ättiksyrabakterier, vilket bidrar till surdegens surhet. Utöver dessa bildas de jästarter som får en jäsande effekt, och när blandningen har fått stå ett antal dagar är den så pass sur att elakartade bakterieer och mögel inte kan leva i den. Olika ämnen som honung, yoghurt och äpple kan tillsättas surdegsgrunden för att öka dess aktivitet. Användning av ekologiska mjöl, stenmalda mjöl eller fullkornsmjöl vid tillverkningen av den underlättar processens igångsättning.
Fullkornsmjölet innehåller skalet från sädeskornet, där många jäsande ämnen finns. I ekologiska mjöl finns fler jästsporer och mineraler som underlättar processen. Blandningen får först i rumstemperatur stå och bilda de bakteriekulturer som behövs, och ställs därefter in i kylskåpet. I kylskåpet kan den stå i en dryg vecka, vartefter den kan "matas" genom att använda eller slänga en del av surdegen och tillsätta hälften vatten och hälften mjöl tills samma mängd som innan uppnås. Förutom att förvara i kylskåp kan degen torkas eller frysas.
När surdegsgrunden skall bakas för att bli ett surdegsbröd blandas den med bland annat mjöl och vatten. Vanligt är att den låts stå över en natt, vartefter man bakar brödet som andra bröd. Surdegen skall vara luftig och bubbla samt smaka surt. Ju längre degen till surdegsbrödet jäser, desto surare blir brödet och desto mindre jäser det.

### Mjöl
Mjölet tillverkas av malning av gryn i en valskvarn. Mjölet består av ungefär 80 % stärkelse, runt 10 % protein och 1-2 % fett. Den största skillnaden mellan olika sorters mjöl är mängden protein som ingår. Mängden protein inverkar på bakningen. Detta resulterar i att vete från olika årstider är olika bra lämpade för bakning, då proteinhalten varierar. Optimalt är vetet som odlas på våren. Detta vete säljs mest till bagerier, medan höstvetet säljs mest i affärer. Om man jämför olika mjölsorter, så har grahamsmjölet sämre bakegenskaper än vetemjöl, eftersom glutenhalten är mindre. I mjölsorter på fullkorn är skållning, surdeg eller lång jäsningstid lämpligt för att få ett bra bröd. Kostfiber, vitaminer, järn och askorbinsyra (som mjölbehandlingsmedel) brukar ofta tillsättas. Det är mjölet som ger brödets huvudsakliga struktur.
Ju grövre mjölsort, desto smuligare och torrare blir produkten. Olika metoder finns för att motverka detta. En metod är att "skålla" lite av mjölet. Skållning består i att man blandar hett vatten och mjöl, vilket ger ett tillskott av vatten i degen. Detta resulterar i ett saftigare bröd som smular mindre och håller sig färskt längre. Det har även en viss inverkan på smaken och hur enkelt kroppen kan ta upp mjölets mineralämnen. Skållningen gör att en del av stärkelsen i mjölet bryts ner till socker av mjölets enzymer. Skållning används framförallt med rågmjöl och grahamsmjöl samt annat än mjöl som kli och kross. Vetemjöl bör inte skållas. Yrkesbagare delar ofta upp det finmalda vita mjölet i "clear flour" och "patent flour", samt fullkornsmjöl som en egen kategori. "Clear flour", som enbart har siktats en gång, används ofta i rågbröd och görs på starkt, proteinrikt vete, men är ovanligt ute på marknaden. "Patent flour" har siktats två gånger och förekommer både blekt och oblekt på marknaden. Olika mjölsorter absorberar vatten olika bra. I fullkornsmjöl har man malt hela grynet. Således har det en något kortare hållbarhetstid, och bör förbrukas inom några månader efter inköpsdatum.
| Bröd på rågmjöl (vänster) och på vetemjöl (höger). |  | Bröd på rågmjöl (vänster) och på vetemjöl (höger). |
| Bröd på rågmjöl (vänster) och på vetemjöl (höger). |  |                                                    |

Proteinerna gliadin och glutenin i vetemjöl bildar tillsammans gluten under knådningen. Vattnet gör att glutenet ökar i storlek och sega hinnor bildas som i ett nätverk. Detta nätverk ser till att de under jäsningen bildade luftbubblorna hålls fast. Om man tillsätter syrahaltiga ämnen, som exempelvis surdeg, sväller dessa proteiner mer vilket gör att glutenhinnorna blir starkare och kan därigenom hålla fast fler luftbubblor. I råg-, korn- och havremjöl finns samma proteiner, men så kallade pentosaner förhindrar bildningen av glutenhinnor. Surdegens enzymer bryter delvis ner pentosanerna, varför det är lämpligt att tillsätta surdeg till pentosanrika mjölsorter. Om man blandar ut mjölsorterna med exempelvis vete- eller grahamsmjöl blir degen enklare att baka med.

#### Mjöl och glutenintolerans
Bröd kan bakas med många olika mjölsorter som exempelvis vete och råg. Båda dessa sädesslag innehåller gluten, men för dem som lider av celiaki, glutenintolerans, finns även glutenfria bröd bakade på till exempel ris- eller majsmjöl. Det är däremot glutenet som möjliggör att skapa lätta och luftiga bröd. I glutenfria bröd åstadkommer man därför ett liknande resultat med tillsatser av förtjockningsmedel och stabiliseringsmedel.
Celiaki är en sjukdom där gliadinet i mjölet skadar tunntarmens slemhinnor. Denna sjukdom, som förekommer hos både vuxna och barn, gör att tunntarmens matsmältning inte fungerar som den ska. Symptom för sjukdomen är bland annat trötthet, viktminskning och diarré. För personer som är drabbade av sjukdomen är det vitalt att utesluta alla livsmedel som innehåller gliadin eller likartade proteiner (secalin i råg och hordein i korn), och därigenom både vete, råg, korn och havre. I vissa få fall kan sjukdomen försvinna, men oftast är den kronisk. Varken majs, ris, hirs eller bovete innehåller sådana här proteiner, varför de som lider av celiaki håller sig till bröd bakade på dem eller glutenfritt mjöl. Se även glutenfri kost.

### Vätska
Vätska, eller degspad, är en av två essentiella ingredienser i bröddegen, där den andra är mjölet. Man kan baka bröd utan andra ingredienser, såsom jäst, salt och kryddor. Det finns flera olika degspad man kan använda, och de olika ger olika smak och konsistens. Några olika degspad är vatten, vassla, björksav, morotsjuice, mjölk, filmjölk och yoghurt.
Det finns i stort sett ingen anledning att använda flaskvatten vid brödbakning. Alla mikroorganismer eller bakterier dör av värmen, och klor kommer att försvinna ur smaken. Vattnet ger brödet en knaprig skorpa men håller insidan något seg. Vassla bidrar till en syrlig och fyllig smak, björksaven ger en naturlig sötma samt snabb jäsning, morotsjuice, samt andra grönsaks- och fruktjuicer, ger en annan färg, mjölk ger ett finporigt och mjukt bröd, medan filmjölk eller yoghurt gör brödet fylligt och syrligt. Sistnämnda degvätska gör sig bäst om man använder hälften av det och hälften av exempelvis vatten, för att förhindra ett tungt bröd.

## Olika sorters bröd

### Surdegsbröd
Se även avsnittet surdeg ovan.
Om man bakar med surdeg får man ett mer lätthanterligt bröd med större volym som smular mindre, håller längre och är lättare att skära. Smaken förändras också av tillsatsen av surdeg. Beroende på jästid och mängd surdeg får man olika syrlig smak på brödet. Surdeg är mer naturligt sätt att förhindra mögel och tråddragare. Detta sänker ph-värdet, så att det inte blir en önskvärd miljö för mögel och tråddragare.

### Fullkornsbröd
Näringsvärdet och smaken i fullkornsbröd skiljer sig markant från vitt bröd[källa behövs]. Generellt sett kallas ett bröd för fullkornsbröd om det innehåller åtminstone två tredjedelar fullkornsmjöl. Vid bakning av fullkornsbröd är det svårt att erhålla samma saftighet som vid bakning av vita bröd. Metoder som används för att öka saftigheten är längre jästider, surdeg och skållning. Med jästens intåg blev vetemjölsbaserade vita bröd allt vanligare, på grund av dess tidsmässiga och enkelhetsmässiga överlägsenhet. I och med att forskare kom fram till att fullkornsbrödet var mer näringsrikt då det innehåller grodd- och skaldelar skedde dock under slutet av 1900-talet en ökning i popularitet, som har bibehållits till idag (2010).

## Kulturell och politisk betydelse
Bröd har haft stort symbolvärde i många kulturer. I Sverige kallades det tidigare lev eller braudh. I Norge finns det ristat om bröd på en runsten, Tunestenen. Bröd är den centrala delen i animen Yakitate!! Japan. En Dagobertmacka är en macka som seriefiguren Dagobert har förkärlek för. Mackan är av sandwichtyp - alltså bröd med pålägg emellan, och i detta fall av ansenlig höjd.
Vid flera tillfällen i historien har brödet haft inverkan på politiken. När brist på bröd har förekommit, såsom vid nödår, har revolter och revolutioner startats. Dessa bristår kan ha varit resultat av dåliga skördeår, ekonomiska kriser eller liknande, och har lett till brödbrist eller bröd av mycket dålig kvalitet, utblandat med exempelvis bark eller liknande.

### Kristen symbolik
Referenser till bröd återkommer på flera ställen i Nya testamentet. Bröd i form av oblat är idag en vanlig del av nattvarden i en del protestantiska kyrkor, som skall motsvara matza. Detta ojästa bröd började användas någon gång mellan 800- och 1000-talet i de protestantiska kyrkorna. Motsvarigheten inom den romersk-katolska kyrkan kallas för hostia. Inom den tidiga kyrkan, vissa delar av den romersk-katolska kyrkan samt i den ortodoxa och vissa frikyrkor, används vanligt, jäst bröd.
Matteusevangeliet, kap. 6:
 Medan de åt tog Jesus ett bröd, tackade Gud, bröt det och gav åt lärjungarna och sade: "Tag och ät. Detta är min kropp." Och han tog en bägare, tackade Gud och gav åt dem och sade: "Drick alla av den. Ty detta är mitt blod, förbundsblodet, som är utgjutet för många till syndernas förlåtelse.

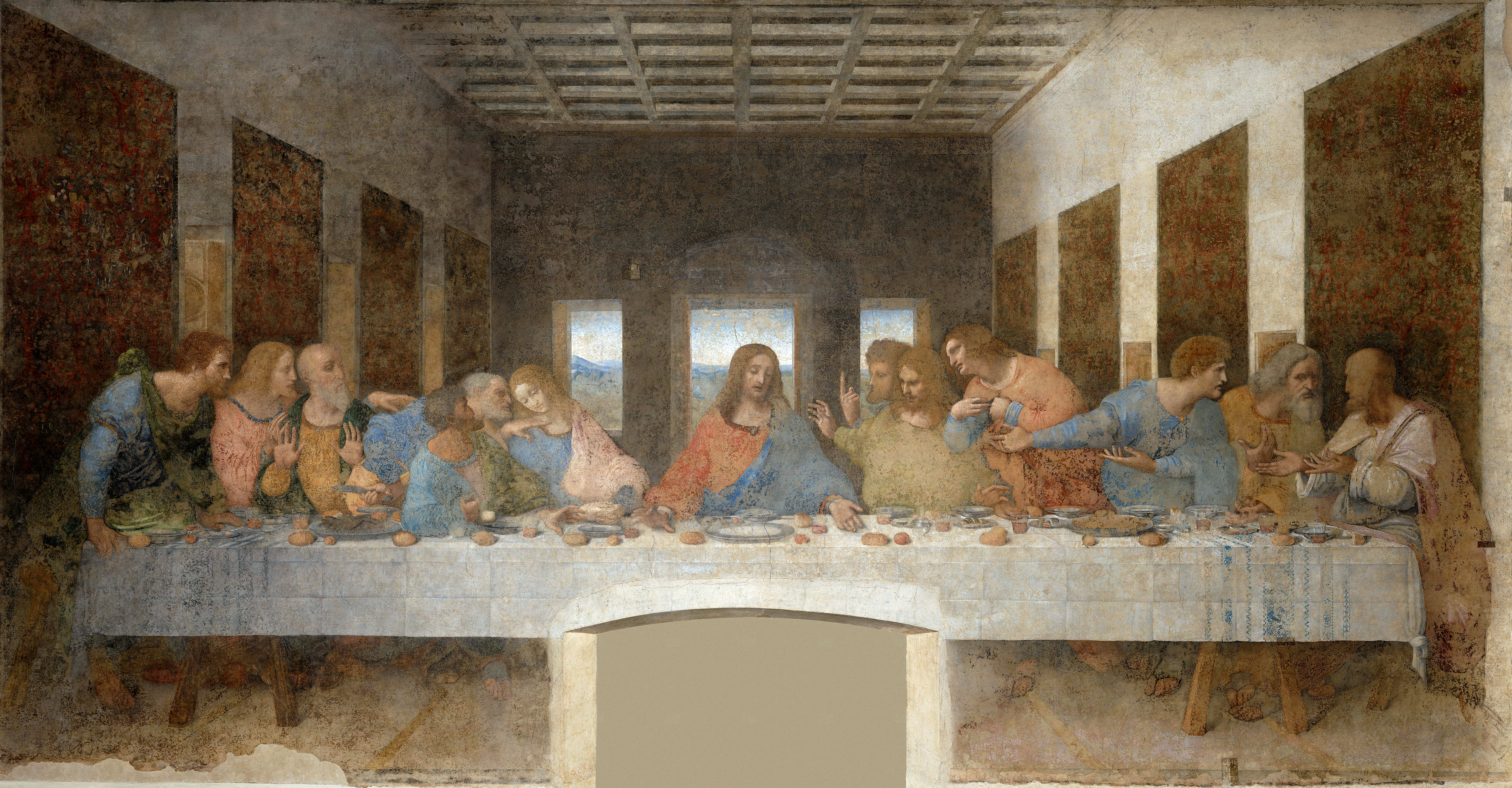
Leonardo da Vincis "Nattvarden"

I Matteusevangeliets fjärde kapitel uppmanas Jesus av djävulen att förvandla stenar till bröd för att bevisa sin gudomlighet. Jesus svarar att "det står skrivet: Människan lever inte bara av bröd, utan av varje ord som utgår från Guds mun." I sjätte kapitlet introducerar Jesus Herrens bön: "Ge oss i dag vårt bröd för dagen som kommer." I fjortonde kapitlet mättar Jesus 5 000 män och deras kvinnor och barn med hjälp av fem bröd. I kapitel 15 utspisas ytterligare 4 000 män med kvinnor och barn med hjälp av sju bröd.. Alla blir mätta och sju korgar bröd blir över. Senare i samma kapitel liknar Jesus fariseernas och saddukéernas lära vid en surdeg. Jesu sista måltid tillsammans med lärjungarna skildras i Matteusevangeliets kapitel 26. Brödet, tillsammans med vinet, utgör därefter en del av nattvarden.

### Europa
I Europa varierar brödkulturen mycket beroende på var man befinner sig. De östra och norra delarna av Europa äter traditionellt mycket rågbröd. I de västra och södra delarna äts istället nästan uteslutande vitt bröd. Detta beror på ett antal olika saker, såsom växtlighet och historia. Där romarriket bredde ut sig, upp till gränsen mellan England och Skottland samt upp till Köln, är fortfarande det vita brödet allra vanligast.

#### Frankrike
Se även franska köket och kategorin franska bröd

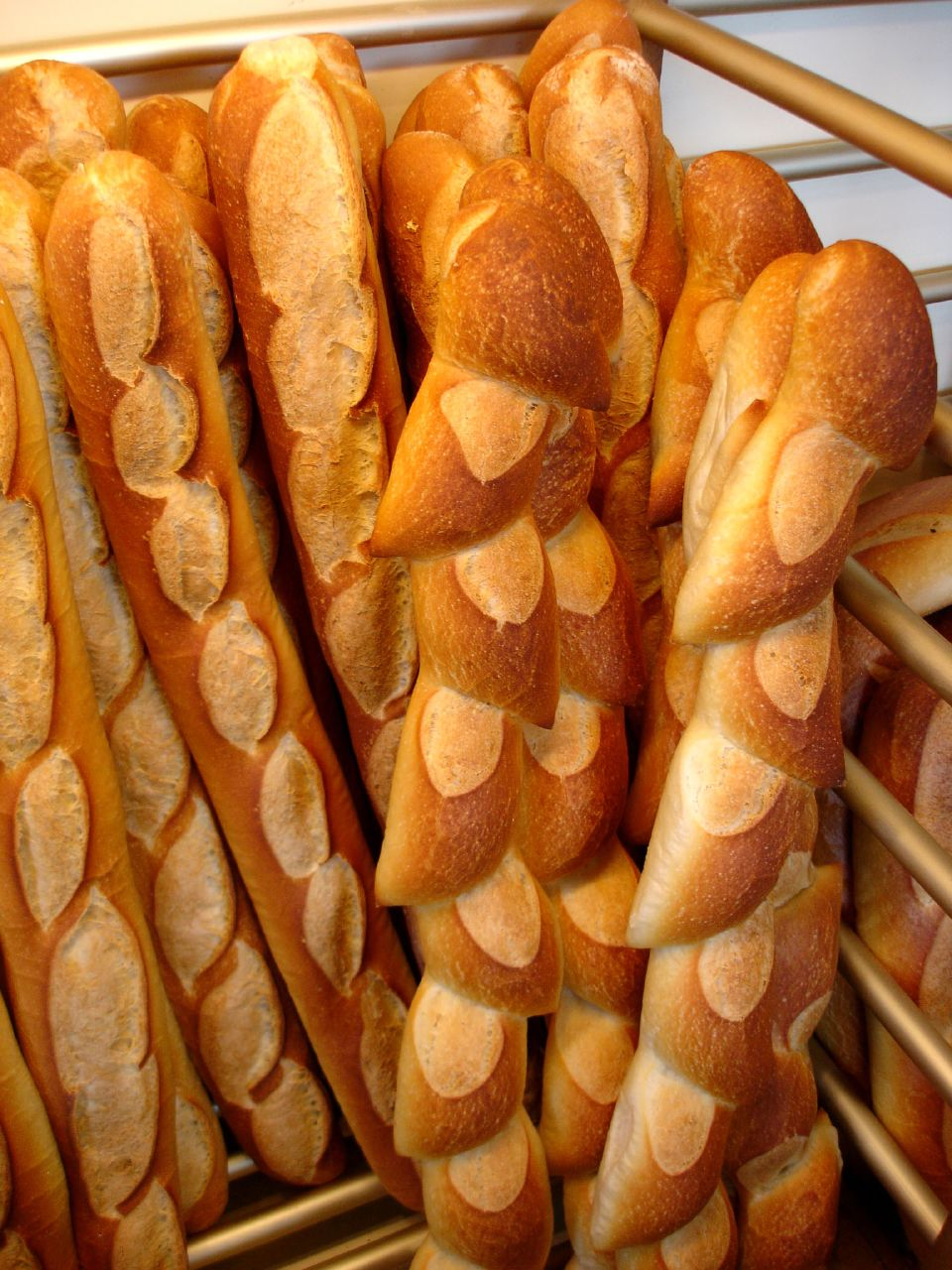
Franska baguetter

I Frankrike äts i stort sett bara vitt bröd, även om rågbröd förekommer. Historiskt har man i Frankrike använt gammalt bröd som jäsmedel i degar, vilket kallades levain från det franska ordet lever, "att lyfta eller höja sig". På den franska landsbygden bakade flera familjer sina bröd i stora uteugnar. Ugnarna eldades av män och kvinnorna gjorde degarna. Denna tradition har successivt försvunnit, och idag bakas brödet i bagerier av bagare. De första bröden i Frankrike bestod av en enkel blandning av mjöl, vatten och salt som gräddades på het glöd. 943 drabbades Frankrike av ett mjöldrygeanfall av det kraftigare slaget, där hela byar utplånades. Det berodde på att man inte visste att det var mjöldryga som var problemet.
Det franska ordet "soupe" är det som har givit namn åt det svenska namnet på soppa, och det betydde ursprungligen "brödbitar doppade i buljong". I många medelhavsländer, Frankrike inkluderat, är det fortfarande vanligt att doppa bröd i buljong. Under åren efter andra världskriget var i stort sett allt bröd gjort på majsmjöl, vilket kontrasterade mot de tidigare franska bröden. Under den franska revolutionen infördes år 1793 de första ransoneringskorten i hela världen på bröd, som ett resultat av flera års oroligheter. Efter ett uppsving i brödproduktionen 1790 och 1791 blev produktionen sämre igen, och ransoneringskorten infördes, vilket ledde till rop som "Du pain!" (bröd, bröd!). Baguetter och briocher är exempel på kända franska bröd.

#### Grekland
Bröd utgör en stor del av den grekiska kosten. Till frukost serveras ofta bröd tillsammans med oliver, som mellanmål tillsammans med vindruvor och ost, till soppa, vin och annan mat till middag och till festrätter. Efter andra världskriget har produktionen av sädesslag ökat för att vid tillfällen ha varit självförsörjande. Drygt 15 % av den grekiska marken brukades i början av 1970-talet till brödsädesodling, med områden som Thessalien, Makedonien, Trakien och Messenien.
Ursprungligen gräddade man bröd i Grekland direkt på härdar, något som förekommer än idag på vissa ställen. Härden är placerad i husets mitt. Emellanåt hade man en del av huset avsedd endast för brödbakning, dit man tog kol från härden och värmde upp stenplattor med, på vilka man gräddade brödet. Utomhusugnar likt de i Frankrike (se ovan) förekom också. Idag köper de flesta familjer bröd i bageriet alternativt bakar det själv. Det förekommer att man lägger degen själv och gräddar det i bageriets ugn mot betalning. Det finns exempel på bröd i Grekland som ätits och gjorts på samma sätt sedan 1100-talet.

#### Irland
Den irländska brödtraditionen har varit formad av kvinnorna, som var de som stod för brödbaket. Brödkakor formades på borden och gräddades i trebenta kittlar över en eld av torv på öppen härd. Det enda använda jäsmedlet var bikarbonat, vilket gjorde att det inte var så hållbart. Gräddningen, som inträffade efter matlagningen med värmen från den kvar, samt med torv från brasan som kontinuerligt lades ovanpå kittelns lock för att få både över- och undervärme med kvinnan ständigt vakande, kunde ta upp till ett antal timmar, vartefter bröden läts svalna.

#### Sverige

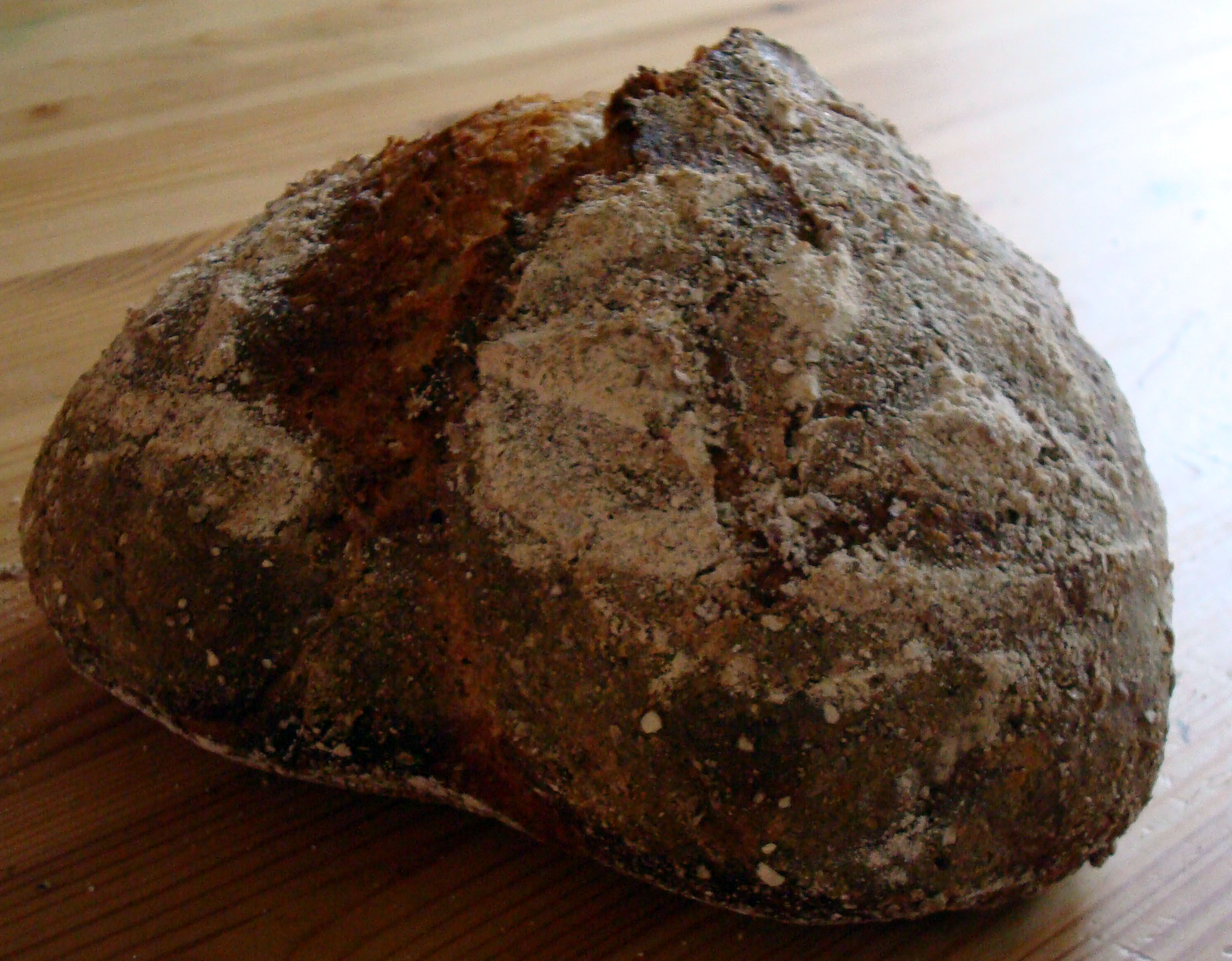
Svenskt surdegsbröd gjort på surdeg och rågmjöl

Under fester var bröd viktigt, och det fanns en rad olika former för olika tillfällen. Tre huvudsakliga brödområden sedan i Sverige - mjuka rågbröd på surdeg i södra Sverige, hårda rågbröd på surdeg i Mellansverige och ojästa tunnbröd av kornmjöl i Norra Sverige.
Det bröd som blev över användes ofta under midsommaren för att strö ut på åkrarna under våren, för att få en god skörd, eftersom ett år av missväxt ledde till stor svält. Barkbrödet användes över i stort sett hela Sverige under 1700- och 1800-talet, och förmodligen ännu längre bak i tiden. Efter missväxtåren 1867-1869 slutade barkbrödet successivt att bakas. Idag köper en stor del av den svenska befolkningen färdigbakat bröd i affären, och det har ansetts att Sverige har en dålig brödkultur. Hembakningen av bröd ökar emellertid igen och gamla traditioner och seder återuppväcks, dels på grund av det stora utbud av olika mjölsorter och blandningar och hushållsapparater som hushållsassistenter. 6–8 skivor bröd om dagen var en slogan som Brödinstitutet lanserade 1976. Eftersom människor uppfattade att det var Socialstyrelsen som föreslog det, blev många upprörda över att bli styrda.

## Bröd och hälsa
Brödet innehåller många olika näringsämnen som kroppen behöver. Exempel på mineraler som finns i de vanligaste mjölsorterna vete, korn, råg och havre är vitamin E, B och olika mineraler som järn. Bröd som har fått jäsa länge eller med surdeg gör att vi kan ta upp mineralerna bättre. Många grövre brödsorter innehåller mycket fiber. Den fibertyp som finns i havre, korn och råg sänker kolesterolhalten i blodet. Det beror på att sädesslagens fibrer binder gallsalter som bildas med kolesterolet. Förtäring av fullkornsprodukter kan sänka risken för hjärt-kärlsjukdomar. I vissa bröd tillsätter man så kallade växtsteroler som också sänker kolesterolet, men det finns även naturligt i bland annat rågbröd. Fibrerna i fullkornsbröd förhindrar förstoppning i magen. I råg är fiberhalten 18 procent. En del av dessa fibrerna stärker tarmens immunförsvar. Ett stort fiberintag kräver en större vattenförtäring. Om man äter mycket fibrer ökar mättnadskänslan vilket gör att man äter mindre. I bröd med mycket fibrer behöver man tugga mer. Att tugga mycket ger en större salivavsöndring, som gör att tänderna hålls rena. Mättnadskänslan som fullkorns- och fiberbrödet ger gör även att man inte småäter lika mycket, vilket är bra för både hälsan och tänderna. Fytinsyra är en syra som återfinns i olika frösorter, däribland sädesslag. Denna syra gör att kroppen får svårare att ta upp vissa mineralämnen som järn, zink och kalcium. Det är därför viktigt att äta mycket av dessa mineraler om man har ett stort fytinsyreintag. Syran bryts ner av enzymet fytas. Enzymet aktiveras vid kontakt med vätska och värme. Ju längre brödet jäser, desto mer av syran försvinner. I rågmjöl finns mer av enzymet än i vete. En igångsättare av enzymet är surdeg.

## Rekord
Det största brödet som någonsin har uppmäts är en limpa som vägde 1 571 kilo och bakades av Joaquim Goncalves i Brasilien den 13 november 2008.